# Vuk Stefanović Karadžić
Vuk Stefanović Karadžić (în sârbă Вук Стефановић Караџић; n. 26 octombrie/6 noiembrie 1787, Tršić, Mačvanski upravni okrug, Serbia – d. 26 ianuarie 1864, Viena, Imperiul Austriac) a fost un filolog, lingvist, folclorist, scriitor, istoric și traducător sârb care a pus bazele limbii sârbe standard și a reformat scrierea și ortografia acesteia.

## Biografie
Vuk Stefanović Karadžić s-a născut în satul Tršić din Serbia de vest, într-o familie ai cărei copii muriseră, de aceea, după un obicei din popor, a primit numele de Vuk (în limba sârbă „lup”), ca să nu-i facă rău vrăjitoarele.
A învățat să citească și să scrie de la o rudă a lui, Jevta Savić, care era singurul om cu carte din partea locului. Și-a continuat studiile în orașul din apropiere, Loznica, apoi la mănăstirea Tronoš din apropierea satului Tršić. Pentru că la mănăstire nu-l învățau, ci îl puneau să pască vitele, tatăl său l-a readus acasă. Nereușind să se înscrie la liceul din Karlovac (Croația), pleacă la Petrinje. Mai târziu pleacă la Belgrad, ca să-l cunoască pe Dositej Obradović. Acesta nu-l primește și Vuk, dezamăgit, pleacă în Jadar și începe să lucreze ca scrib la Jakov Nenadović. Când se deschide Școala cea mare din Belgrad, devine elev al acesteia. Curând după aceea se îmbolnăvește și pleacă să se trateze la Pesta. Cea mai mare parte a cunoștințelor sale le dobândește ca autodidact.
Participă la cele două răscoale împotriva stăpânirii otomane, iar la sfârșitul celei de-a doua pleacă la Viena. Aici îl cunoaște pe lingvistul sloven Jernej Kopitar care ocupă funcția de cenzor principal pentru cărțile în limbile slave. Acesta îl va ajuta în realizarea lucrărilor sale filologice. Din cauza conflictelor sale cu cneazul Miloš Obrenović, lui Karadžić îi este interzis să publice cărți în Serbia, dar și în Imperiul Austriac, de aceea își găsește prieteni în Rusia, de unde primește ajutor. După mai multe perioade în care a suferit de lipsuri materiale, dobândește din Rusia și o rentă viageră în 1826.
Din toată familia îi rămăsese în viață doar fiica sa Mina când Vuk Karadžić a murit la Viena, în 1864. Rămășițele sale pământești au fost duse la Belgrad în 1897 și așezate în catedrală, alături de cele ale lui Dositej Obradović.

## Lucrări filologice
Activitatea lui Vuk Karadžić se încrie în spiritul epocii, cea a romantismului, în care se afirmă națiunile și se intensifică preocupările pentru cultivarea propriei limbi, crescând și interesul pentru folclor. Nu este întâmplător că Vuk Karadžić este ajutat, pe lângă Jernej Kopitar, de frații Grimm.
Principalele opere ale lui Vuk Karadžić:
- Pismenica serbska (Gramatica sârbească), prima gramatică a limbii sârbe, Viena, 1814;
- Srpski rječnik (Dicționar sârbesc), cu traducerea cuvintelor în limba germană și limba latină, Viena, ediția I 1818, ediția a II-a 1852[16];
- Srpske narodne pjesme (Poezii populare sârbești), în patru volume, Leipzig și Viena, 1823–1833, ediția a II-a Viena, 1841[17][18];
- Prvi srpski bukvar (Primul abecedar sârbesc), Viena, 1827[19];
- Novi Zavjet (Noul Testament), traducere în limba sârbă cu normele propuse de traducător, 1847[20];
- Srpske narodne pripovijetke (Povestiri populare sârbești), trei ediții: 1821, 1853, 1870[21];
- Srpsko epsko pjesništvo (Poezie epică sârbească), 1845;
- Srpske narodne pjesme iz Hercegovine (Poezii populare sârbești din Herțegovina), Viena, 1866[22];
- Deutsch-Serbisches Wörterbuch (Dicționar german-sârb), 1872[23].

### Reformarea scrierii chirilice și a ortografiei limbii sârbe
Preluând și propuneri în acest sens apărute mai devreme (1810) la filologul Sava Mrkalj, Vuk Karadžić a simplificat alfabetul chirilic folosit până atunci și l-a adaptat pentru redarea fonemelor limbii sârbe.
Definitivând acest alfabet în 1818, Vuk Karadžić a preluat din vechiul alfabet următoarele 24 de litere: А а, Б б, В в, Г г, Д д, Е е, Ж ж, З з, И и, К к, Л л, М м, Н н, О о, П п, Р р, С с, Т т, У у, Ф ф, Х х, Ц ц, Ч ч, Ш ш. A adăugat la acestea literele Ј ј, Љ љ, Њ њ, Ћ ћ, Ђ ђ, Џ џ și a scos literele Ѥ ѥ (iе), Ѣ, ѣ (iаt), І ї (i), Ы ы (i), Ѵ ѵ (i), Ѹ ѹ (u), Ѡ ѡ (о), Ѧ ѧ (еn), Я я (iа), Ю ю (iu), Ѿ ѿ (оt), Ѭ ѭ (ius), Ѳ ѳ (t), Ѕ ѕ (dz), Щ щ (șci), Ѯ ѯ (cs), Ѱ ѱ (ps), Ъ ъ (semnul tare), Ь ь (semnul moale).
Folosind alfabetul reformat (vezi Limba sârbă. Corespondența scriere–pronunțare), Vuk Karadžić a creat o ortografie fonemică pentru limba sârbă. Astfel, scrierea acestei limbi redă exact, cu unele mici excepții, vorbirea, inclusiv schimbările fonetice în cursul flexiunii și al formării de cuvinte.

### Standardizarea limbii sârbe
Vuk Karadžić este numit reformatorul limbii sârbe, pentru că de la el a pornit standardizarea acesteia, nu numai prin ortografia propusă în dicționarul din 1818 împreună cu alfabetul reformat, ci și cu însuși acest dicționar și cu gramatica din prima parte a sa.
Până la Vuk Karadžić, limba sârbă literară a fost foarte deosebită de limba vorbită, fiind puternic influențată de limba rusă. Karadžić a impus ideea că limba literară trebuie să fie apropiată de limba vorbită, să fie înțeleasă de toți vorbitorii. Cu scopul de a pune în fața scriitorilor modele de limbă, a cules multe creații literare folclorice, nu numai sârbești, ci și croate și bosniace, sprijinindu-se și pe scrierile deja apărute în limba poporului, de exemplu cele ale lui Gavrilo Venclović. S-a inspirat și din literatura croată, precum și din dicționare croate.
Ca bază a limbii stardard, Karadžić a luat dialectul štokavian cu pronunțarea (i)jekaviană, caracteristic pentru regiunea sa natală, Serbia de vest, dar și pentru mare parte din Croația, pentru Muntenegru și Bosnia și Herțegovina. Ulterior, în standardul limbii sârbe a ajuns dominantă pronunțarea ekaviană, dar s-a acceptat în continuare și cea (i)jekaviană.
Fiind convins că limba tuturor acestor regiuni este de fapt limba sârbă, a căutat să colaboreze cu cărturari croați cu scopul de a armoniza normele limbilor sârbă și croată, semnând în acest sens un acord cu sârbii și croații Ivan Kukuljević, Dimitrije Demeter, Ivan Mažuranić, Vinko Pacel, Stefan Pejaković și Đura Daničić, cărora li s-a alăturat și cărturarul sloven Franc Miklošič.

## În cultura populară
- Predrag „Miki” Manojlović interpretează rolul lui Vuk Karadžić în serialul TV omonim din 1987-1988 (r. Đorđe Kadijević)

## Legătură externă
- sr  Вук Стефановић Караџић на „Пројекту Растко“ (Vuk Stefanović Karadžić în Proiectul Rastko) (accesat la 6 septembrie 2018)